# Cualedro
Cualedro es un lugar,parroquia y municipio español de la provincia de Orense. Forma parte de la comarca de Verín.

## Geografía
Integrado en la Comarca de Verín, se sitúa a 53 kilómetros de la capital provincial. El término municipal está atravesado por la autovía de las Rías Bajas  A-52  entre los pK 173 y 178, además de por la carretera nacional  N-525 , alternativa convencional que discurre paralela a la anterior, y por varias carreteras locales que permiten la comunicación entre las parroquias.
El relieve del municipio permite diferenciar dos grandes unidades, una zona montañosa que recorre el territorio de norte a sur en el oeste y una zona relativamente más llana por el este y sureste. Al noreste existe otra zona más abrupta y montañosa, en el límite con Monterrey, donde se alza el Alto das Estivadas (849 metros), que atraviesa la carretera  N-525 . La primera zona está formada por el bloque granítico de la Serra de Larouco y sus estribaciones, que constituye una línea de cumbres que hace de divisoria de aguas entre los ríos Limia y Támega y de límite municipal con Baltar. El pico Arando (1180 metros) es el más destacado de esta sierra. Los ríos más importantes que discurren por el territorio son el río Baldriz, afluente del Támega, que discurre hacia el norte, y los ríos Pichos o dos Muíños y Porto do Rei, afluentes del río Búbal, que discurren por el sureste. La altitud del municipio oscila entre los 1370 metros en la sierra de Larouco y los 380 metros en el valle del río Búbal, cerca de la desembocadura en el Támega. El pueblo se alza a 840 metros sobre el nivel del mar. 
| Noroeste: Trasmiras   | Norte: Sarreaus y Laza | Noreste: Laza      |
| Oeste: Ginzo de Limia |                        | Este: Monterrey    |
| Suroeste: Baltar      | Sur: Portugal          | Sureste: Monterrey |

## Geografía humana

### Demografía
Cuenta con una población de 1586 habitantes (INE 2024).
| Gráfica de evolución demográfica de Cualedro entre 1842 y 2021                                                        |
| |
| Población de derecho según los censos de población del INE. Población de hecho según los censos de población del INE. |

Gráfica demográfica del lugar y parroquia de Cualedro según el INE español:
| Gráfica de evolución demográfica de Cualedro entre 2000 y 2022 |
|                                                                |
| Datos según el nomenclátor publicado por el INE.               |

#### Evolución de la población

##### Contexto geográfico
La evolución de la población del término municipal aparece históricamente vinculada a la dinámica demográfica de la comarca de Monterrey. La población total del municipio de Cualedro aumentó gradualmente desde principios del siglo XX hasta los años 60, y aún en esta década aumentó en mayor medida que en décadas anteriores, mientras que la población del resto de los municipios de la comarca, que desde principios de siglo seguían la misma tendencia, ya comenzaba a disminuir en la década de los 50, proceso que llega hasta la actualidad y que hace que las cifras poblacionales sean inferiores a las de 1900. Este hecho es común en las comarcas del interior de Galicia y está relacionado con la emigración de segunda etapa, que se dirigió a Centroeuropa (Alemania, Francia, Suiza), pero principalmente a las grandes capitales del Estado y de Galicia.
En la década de los sesenta, debido a la fuerte migración, la cabecera comarcal actuó como centro de absorción de las funciones sociales y, por tanto, atractivo de asentamiento de la población que fueron perdiendo los municipios vecinos. Esto supuso para Verín un incremento de población de un 15 % en los últimos 10 años. Su peso demográfico en el conjunto de la comarca pasó de un 42 % en 1991 a un 47 % en 1999. Este crecimiento de Verín tiene su límite en la inversión de la pirámide demográfica de los concellos emisores. La emigración tiene un carácter decisivo en la dinámica demográfica y en la estructura poblacional del municipio. La salida de grandes contingentes de población en el pasado apunta el problema de la inversión de la pirámide poblacional. Analizando los datos del 2001 se observa un saldo migratorio equilibrado con respecto al conjunto del Estado, frente a los saldos migratorios negativos que presentan tanto la provincia de Orense como la comunidad autónoma.
La composición por edades es muy semejante en los datos de emigración como de inmigración. Es importante reseñar la importancia del retorno de los emigrados de más de treinta años. Ello se debe a que Cualedro no se caracteriza por una emigración de primera etapa, sino más bien de segunda. Esto quiere decir que su destino son los países centroeuropeos, aunque la alternativa mayoritaria fue España.

#### Distribución territorial
La distribución territorial de la población de Cualedro se ha mantenido más o menos estable en los últimos 30 años. La salvedad es el censo de 1981, que muestra alteraciones atribuibles al cambio progresivo en los criterios de altas y bajas. Esta situación solo terminó de regularizarse en 1991. Sin embargo se detectan dos procesos diferenciales, puestos en evidencia en la comparación de los padrones de los años 1991 y 2001: La crisis demográfica es más intensa en el norte, en la parroquia de Baldriz y en el centro, en las parroquias de Vilela y Carzoá. Esto se percibe más claramente cuando agrupamos los territorios parroquiales atendiendo a las unidades geográficas: hay tres unidades (Montes-Rebordondo y Atás-Penaverde al norte, y Lucenza-A Xironda-San Millao al sur) que aguantan más dentro de un contexto de declive demográfico. Si en el caso de las dos primeras tiene un papel fundamental su mayor accesibilidad (N-525 y ahora la A-52), en el caso de las parroquias del sur hay que atribuir esta resistencia a un soporte territorial más rico, que da lugar a un mayor desarrollo de la productividad agropecuaria y a un sistema de asentamientos más viable por su tamaño y su concentración.

### Estructura poblacional actual
Según el padrón municipal de habitantes a 31 de diciembre de 2002, la población de derecho de Cualedro asciende a 2452 habitantes. Esta población se reparte en un territorio de 117,6 km², lo que supone una densidad media de 20,85 hab./km².
En el concello de Cualedro la estructura de población por sexos aparece equilibrada, con una pequeña ventaja de los hombres frente a las mujeres. El número de hombres a dicha fecha es de 1.236, lo que representa sobre el total un 50.40 %, mientras que el número de mujeres es de 1.216, lo que supone un porcentaje del 49.59 %. Esta pequeña diferencia se va incrementando si analizamos el porcentaje de población femenina y masculina por tramos de edad, llegando a alcanzar algo más de 12 puntos porcentuales cuando llegamos a la población de 4.ª edad. Esto se debe a que la tasa de mortalidad masculina es más alta y no es atribuible a la emigración porque en esta zona, igual que en otras del interior, y a diferencia de la costa, el proceso afectó a ambos sexos. Con el envejecimiento progresivo de la población lo más probable es que esta relación se invierta a medio plazo, ya que las mujeres son más longevas. 
El grupo con población de menores de 15 años representa para Cualedro un 6,48 % de su total poblacional, porcentaje muy por debajo de la media gallega, que está en un 12,12 %. Por lo que se refiere al grupo de los mayores de 65 años las diferencias son de nuevo notorias, ya que para Cualedro representa un 35,11 % de la población, muy superior a la media gallega, que es de un 20,31 %. En consecuencia, el grupo de adultos considerado población activa en Cualedro es inferior al existente en otros ámbitos territoriales superiores, lo que muestra la existencia de un menor porcentaje de personas en edad de trabajar, con las repercusiones que esto tiene para la dinamización económica del municipio.
Estos datos indican que en el municipio el índice de envejecimiento es alto con respecto a la media gallega, posiblemente por los saldos migratorios de las últimas décadas. Existe una dependencia infantil baja, del 11,1 % y una dependencia de mayores del 59,9 %. La población de Cualedro ha envejecido progresivamente en los últimos 20 años. Desde el año 1991 la dinámica demográfica propia ya no es capaz de garantizar la substitución generacional. La edad media pasó de los 32 años en 1986 a ser 54 años diez años después (la mitad de la población tiene 54 años o más). En la actualidad hay un joven por cada cuatro ancianos y el índice de dependencia ya superaba el 65 % en 1996 (solo una de cada tres personas está en edad de trabajar). Aunque no es la población de Cualedro la más envejecida de la Comarca de Monterrey, su edad media solo está por debajo de los concellos de las sierras del macizo orensano: Laza, Castrelo del Valle y Vilardevós. La pirámide de población se fue invirtiendo entre finales de los 80 y mediados de los 90. Esta inversión se va acentuando con el tiempo, caminando hacia una estructura extremadamente envejecida, dependiente y condenada a menguar progresivamente. La falta de un relevo generacional que le permita remontar esta situación hace que sean los factores migratorios los únicos que pueden ayudar a cambiar esta estructura: el retorno de la emigración más joven y la llegada de inmigrantes no nativos. La actual pirámide de población por sexos y edades refuerza la tendencia a la inversión antes apuntada. La edad media tiende a estabilizarse, lo que es muestra de una mayor longevidad y unas mejores condiciones de vida para los mayores, pero también es muy importante la emigración de tercera edad hacia las ciudades y villas para vivir con familiares (el retorno de familias emigradas y la marcha de los más viejos son los dos componentes fundamentales del movimiento demográfico). Casi el 37 % de la población tiene más de 65 años, lo que da idea de su extremo envejecimiento. En una proyección a 10 años vista encontramos a Cualedro con más de un 40 % de población en la tercera y cuarta edad.
La formación de la población de Cualedro se caracteriza por el alto grado de analfabetismo (13,60 %) y de personas sin estudios (65,80 %). Estos datos de 1996 son peores para las mujeres en el primer caso (20,7 % de analfabetismo frente a 6,7 % en los hombres) y peores para los varones en el segundo caso (71,3 % de personas de sexo masculino sin rematar estudios primarios). Esto se debe a la discriminación de género en el primer caso y a una más temprana incorporación al trabajo de los hombres en el segundo caso. Estas cifras vienen a decir que una buena parte de la población en edad de trabajar que reside en el término municipal no tiene formación básica, aunque sepa leer y escribir. Este es, hoy en día, uno de los frenos más graves para el desarrollo económico y social de Cualedro. La tasa de actividad es, por razones demográficas, muy baja (un 39,2 %). Alrededor de un 40 % de la población activa está en paro. De ésta, un 90 % ya trabajó y no trabaja, es decir, que o bien proviene de sectores muy debilitados de la economía (agricultura sobre todo) y no han sido capaces de reciclar su propio puesto de trabajo en otras actividades, o bien son emigrantes que han regresado al quedarse sin empleo. Estas dos razones (la crisis demográfica y la falta de formación de los recursos humanos del municipio), hacen que sea una debilidad estratégica de cara al futuro desarrollo económico de Cualedro, y hace más necesario aún que por una razón demográfica atraer inmigración foránea relativamente cualificada y procurar el retorno de los emigrantes más formados. En un entorno en el que, como vemos, el empleo es un bien escaso, solo encuentran su lugar aquellos que tienen cierta formación: el número de trabajadores sin cualificación no llega al 16 % del total. El sector que proporciona más puestos de trabajo es el de servicios (34 %) seguido del sector primario (31,7 %) y la construcción (26,1 %). La industria solo emplea a un 8,2 % de la población ocupada. El excesivo peso laboral del sector primario refleja la precariedad económica y dependencia de la población respecto de la agricultura.

### Organización territorial
El municipio está formado por veinte entidades de población distribuidas en diez parroquias:
- Atanes[7] (Santa María)[9]
- Baldriz (San Bartolomé)[10]
- Carzoá (San Roque)
- Cualedro (Santa María)
- Gironda[7] (San Salvador)[11]
- Lucenza (Santa María)
- Montes (Santa Eulalia) [12][13]
- Rebordondo (San Martín)[14]
- San Millán[7] (Santa María)[15]
- Vilela (Santiago)

### Economía
Según el censo del IAE, la actividad económica en el Concejo es muy débil y la existente crea poco empleo, dado que la mayor parte de la actividad es llevada a cabo por los propios titulares. De las actividades rurales tradicionales, la agricultura en su vertiente empresarial es prácticamente inexistente. Solo tenemos datos acerca de la producción de patata adscrita a la denominación de origen de A Limia. En cuanto a la ganadería tiene cierta relevancia. Existen 12 explotaciones, según el censo del IAE del 2002. La mayor parte de las altas se dan en el sector del comercio minorista. Sin embargo esta actividad, que se sitúa en el interior de los núcleos, tiende a desaparecer, puesto que sus titulares son personas de edad avanzada.
Otro de los sectores con implantación es la construcción, donde hay un número de altas importante de empresas constructoras, además de 11 altas en actividad de albañilería. La mayoría de ellas corresponden a empresarios autónomos, aunque existen tres sociedades limitadas. En el ámbito de la hostelería destacan los tradicionales cafés-bares con 15 altas. Ésta es otra actividad característica del interior de los núcleos, que presenta una evolución similar a la del comercio minorista en el sentido de su desaparición con la jubilación de los titulares. En este sector conviene destacar la existencia de un establecimiento de turismo rural en A Xironda. Resulta relevante la existencia de 9 altas en servicios forestales, la mayoría en el núcleo de Montes.
En lo referente a la industria, la actividad fundamental se centra en las canteras, otro sector de particular relevancia en el tejido empresarial del Concello. También existen dos talleres de confección en A Xironda.
El sector de servicios se centra fundamentalmente en las actividades básicas en todo el Concello, que se sitúan en la capital municipal. Por lo que respecta a la distribución territorial de las actividades podemos observar que Cualedro, como núcleo central del Concello, concentra el mayor número de altas, si bien tanto A Xironda como Montes, con 19 altas cada uno, son los dos polos de actividad más importantes y tienen una situación geográfica relevante, A Xironda por su proximidad a la frontera portuguesa, y Montes por la proximidad del enlace de la autovía.
El dato de la implantación de las formas societarias es relevante, a fin de acreditar la débil actividad económica existente en el Concello. De 130 altas solo existen 11 empresas con forma societaria, que representan el 8,46 % del total.

## Servicios e infraestructuras
Los asentamientos de Cualedro tienen las características propias de los núcleos tradicionales del territorio de Monterrey. Esto es: una gran compacidad, con viviendas pequeñas y contiguas directamente sobre la calle, quedando solo algunos espacios de uso comunal (presentes en todos los núcleos) y reservando el mayor terreno posible para las actividades agrícolas y ganaderas. Se genera así una estructura del territorio con un viario, una red de equipamientos y espacios comunales específicos que perdura hasta nuestros días. Sobre ella se superpone la nueva articulación del territorio con sus corredores, red de carreteras, parcelario, equipamientos y espacios públicos que responden a los nuevos usos y formas de vida.

## Estado y características de las edificaciones

### Estado de la edificación
La capital municipal es el núcleo más complejo. En su evolución durante el siglo XX aparecen dinámicas que no existen en los demás asentamientos del territorio. Su germen es un núcleo tradicional, formado probablemente en la Edad Moderna, y Edad Contemporánea a otros núcleos históricos, como Penaverde o Lucenza, los más próximos. El núcleo tradicional es compacto, denso y de bordes cerrados, las características propias del modelo de asentamiento.
El núcleo se apoya en el camino real que recorre el territorio de norte a sur, es decir, de Portugal a Cualedro en dirección a Santo André y Vila de Rei; el punto en el que este camino se bifurca hacia Penaverde es la cabeza del núcleo. Se trata de un núcleo de tamaño medio, con unas 128 viviendas. La carretera CV-220, que continúa en la CV-8- y CV-315, produce un cruce importante situado tangente al núcleo. Su extensión moderna en característica escuadra de caserío arrimado a las diferentes carreteras, ocupa la parte central del agra. A pesar del tamaño de las expansiones acontecidas a lo largo del siglo XX, hay que pensar que en la foto aérea del vuelo de 1959 solo existen las edificaciones que formalizan el cruce de carreteras comarcales hasta la nueva iglesia, la Casa del Concello, el viejo Cuartel de la Guardia Civil, el molino eléctrico y varias casas cercanas, una hilera de edificación auxiliar en un borde de la feria y otra hilera que hace la transición entre el núcleo tradicional y la nueva carretera. Esta hilera, probablemente la más antigua de las construcciones citadas, es un claro ejemplo de arquitectura urbana. La Alameda, ya formalizada en 1959, apunta el desarrollo de carácter urbano que se va a producir en las décadas siguientes. Todos los espacios y trazas sobre los que continuará este proceso están definidos en la primera mitad del siglo XX y comenzó entonces su transformación de lógica urbana: el Toural, la feria, el cruce de la alameda, y el entorno del molino, algunos de ellos de origen rural. En otros núcleos de tamaño importante, como Lucenza o Montes, hay un salto del núcleo tradicional a la extensión de vivienda unifamiliar aislada. Solo en Cualedro, y en menor medida en A Xironda, aparece un crecimiento que sigue una lógica de compacidad y generación de espacio público. En Cualedro esta lógica reviste un carácter urbano, que resulta más dudoso en A Xironda, enmarcada en las funciones de núcleo rural. La urbanidad de la capital municipal la determinan, además de la construcción del espacio, las actividades: administración municipal, Correos, Guardia Civil, comercio, parque, centro de salud y colegio.
La actividad edificatoria en los últimos 30 o 35 años viene marcada por un proceso de nueva edificación intenso. El núcleo tradicional de Cualedro experimentó los procesos comunes a los núcleos rurales. La introducción de nueva edificación dentro de las aldeas provocó la substitución de una buena parte de las edificaciones tradicionales. La construcción de vivienda unifamiliar fuera de los núcleos provocó, paralelamente, el abandono de la vivienda tradicional. De los veinte núcleos de población del término municipal solo la capital tenía en los años 60 una cierta estructura urbana. Esto le permitió asumir el proceso de duplicación sin grandes costes medioambientales. La lectura del estado de la edificación en los núcleos explica en qué medida coexistieron o se impusieron los procesos nuevos a los tradicionales, dando cuenta de la reversibilidad de sus consecuencias en la calidad medioambiental de los asentamientos. El carácter y estado material de las edificaciones es consecuencia de los diferentes grados de intervención en las últimas décadas, de la situación respecto del núcleo tradicional y de la edad de la edificación.
En el núcleo urbano de Cualedro la vivienda tradicional representa el 30 % del total, frente al 50 % en el total del concello. El núcleo tradicional de Cualedro tiene una dinámica muy semejante a la de los demás núcleos rurales; las expansiones urbanas que se generaron alrededor afectaron levemente al desarrollo del conjunto tradicional. Se aprecia un ligero aumento en la tendencia negativa: mayor abandono y menor rehabilitación. Las viviendas abandonadas y en ruinas suponen el 30 % de las viviendas tradicionales, y en el conjunto del Municipio alcanzan el 24,5 %. Respecto a la rehabilitación de vivienda, en el suelo urbano se realizaron en un 9 % de las viviendas tradicionales, mientras que en el conjunto del municipio llegaron al 17 %. La substitución de vivienda en el conjunto tradicional es también ligeramente superior: un 34 % frente a un 33 % de media en el Municipio. En cualquier caso, la vivienda nueva (según el análisis de los censos de población y vivienda desde 1961 hasta 2001) experimenta un claro retroceso. De las viviendas construidas desde 1981 en el territorio de Cualedro, solo un 30 % corresponden a la década 1991-2001. El núcleo urbano de Cualedro participa de este proceso, de modo que la aparición de nueva vivienda en suelo urbano refleja una demanda muy baja. La rehabilitación, aunque por debajo de la media municipal, es una tendencia reciente. Según lo que se observa, tiende a crecer lentamente y a absorber gran parte de la demanda, en especial la de segunda vivienda.

### Características de la edificación
En el núcleo urbano aparece una mayor diversidad de tipologías respecto a los núcleos rurales. En el conjunto tradicional la casa de agra es la tipología existente, encuadrada plenamente en la tipología común a los núcleos rurales. En las expansiones se da la particularidad de la casa urbana, tanto del siglo XIX como del XX. Por último, también existe la vivienda unifamiliar aislada construida en los últimos treinta años.

#### La casa de agra
Se trata de una edificación tradicional, resuelta con materiales comunes a ella: piedra en los muros y vigas y forjados de madera. En los muros se emplea la técnica de mampostería, con piezas de cantería. Los muros completos de cantería son excepcionales. El núcleo de Cualedro recibe buen granito gris de las canteras próximas, por el que es éste el material de construcción generalizado. Aparecen con frecuencia grandes sillares largos y otras piezas de cantería con cierta abundancia, por lo que la factura de las construcciones se sitúa por encima de la calidad media. La casa media tiene 6 m de frente, 10 m de fondo y planta baja y primera. La superficie construida media por planta en el núcleo de Cualedro se cifró en 58,30 m², frente a los 57,50 m² en el conjunto del Municipio. Por ello la superficie útil total de la vivienda se estima en 41,42 m², teniendo en cuenta que la planta baja estaría dedicada a cuadra.
En esta vivienda media, en la planta alta tienen cabida dos o tres estancias: una mitad se destina a cocina (donde la pequeña lareira es más recientemente sustituida por una cocina bilbaína) que es la estancia principal y en la que desembarca el patín, escalera exterior de acceso. La planta baja se destina exclusivamente a cuadra y almacén de aperos, forraje y comestibles. El patín, de cantería, se trata de una pieza muy elaborada. El patín más común se coloca perpendicular a la casa, y con forma truncada, de modo que es más estrecho abajo que arriba. Dependiendo del trazado y angostura de la calle, aparecen con mucha frecuencia patines en L, que pueden adoptar soluciones complicadas en doble patín, o por el contrario estrechos patines paralelos al muro. Las edificaciones en esquina pueden adoptar un muro curvo por el que discurre el patín con la misma forma. No son frecuentes solainas y corredores, en especial en las edificaciones más antiguas, por lo que en los patines en el núcleo de Cualedro se observan todo tipo de soluciones arquitectónicas.

#### La arquitectura urbana
Esta tipología acompaña la huella urbana que intenta influir en la formalización de los espacios públicos. Durante finales del siglo XIX y la primera mitad del siglo XX, no se trata de una tipología en sí, sino de una tendencia en el acabado y apariencia de algunas edificaciones. En casi todos los núcleos, pero en especial en los más grandes, aparecen algunas muestras de casas del siglo XIX con aditamentos ennoblecedores, como relieves y balcones. Esta arquitectura se extiende en la primera parte del siglo XX. En las extensiones del núcleo de Cualedro avanza rápidamente hacia una tipología urbana con bajo comercial y arquitectura seriada. Gran parte de la vivienda urbana surgida en el cruce de carreteras corresponde a los años 50 y 60 del siglo pasado, aunque aparecen algunos ejemplos anteriores. La planta baja es un simple almacén, taller, local comercial o parte de la vivienda, pero no cuadra. En principio, por tanto, responden a un medio de vida no estrictamente rural. También, como en otros núcleos, aparecen substituyendo a otras edificaciones o colmatando solares vacíos, aunque también pueden ampliar y reformar piezas de una sola planta.
La principal diferencia respecto a la vivienda tradicional es que se introduce la mejora de algunos estándares: mayor altura libre entre los pisos y huecos de mayor tamaño en la vivienda, con balcones y corredores. Las cubiertas son de teja plana, con una solución de los aleros en madera y profundos, cubriendo balcones con rejas de forja y pequeños corredores. Heredan los elementos del siglo XIX, como pequeños balcones y puertas balconeras. Introducen las carpinterías de hierro. Están construidas con perpiaño, en el granito gris local. Su apariencia es ligera –a lo que ayudan las delicadas galerías de hierro y los aleros largos- y ambientalmente están en escala. Esta arquitectura doméstica sigue yendo paralela a un proceso de simbología urbana y equipamiento en los pueblos de mayor peso, como Cualedro, Lucenza o A Xironda.

#### La nueva vivienda unifamiliar
La nueva unifamiliar responde a la tipología repartida por toda Galicia de casa aislada dentro de la parcela. Tiene planta cuadrada de al menos 10x10 m y bajo y una altura. En la fachada principal o perimetral aparece un corredor o terraza exterior, al que dan grandes ventanas. Es frecuente adornar el tejado con una o varias chimeneas. En Cualedro no era frecuente el bajocubierta, pero más recientemente se han levantado casas con esta solución, lo que favorece el empleo del tejado a dos aguas con pincho alto y las buhardillas. El garaje se coloca aparte, adosado a la casa o al cierre de la finca. Éste es un elemento que alcanza importancia visual, no siendo en la zona demasiado alto (alrededor de 1,5 m.). Se remata con rejas, celosías y vegetación. La construcción de este tipo de vivienda comienza en los años 60 y continúa hasta hoy, variando su aspecto exterior según las tendencias y acabados más vigentes, pero la tipología básica permanece inalterable. En el suelo urbano de Cualedro aparecen a lo largo de las carreteras CV-8 y CV-202 a medida que la vivienda entre medianeras va esponjándose.